# Spoorlijn Grauhof - Langelsheim
De spoorlijn Grauhof - Langelsheim was een Duitse spoorlijn in Nedersaksen en was als spoorlijn 1935 onder beheer van DB Netze.

## Geschiedenis
Het traject werd door de Magdeburg-Halberstädter Eisenbahngesellschaft geopend op 25 oktober 1875.  

## Aansluitingen
In de volgende plaatsen is of was er een aansluiting op de volgende spoorlijnen:
Grauhof
DB 1773, spoorlijn tussen Hildesheim en Goslar
DB 1934, spoorlijn tussen Vienenburg en Grauhof
Langelsheim
DB 1930, spoorlijn tussen Neuekrug-Hahausen en Goslar
DB 1931, spoorlijn tussen Langelsheim en Altenau